# Canalejas de Puerto Real
Canalejas de Puerto Real, de son vrai nom Juan Pérez Sánchez (né le 3 mai 1905 à Puerto Real et décédé le 12 décembre 1966 à Jaén) est un chanteur espagnol de flamenco. Il descend d'une famille de chanteurs gitans de Jerez appelés les Paquirri, et ce sont ces racines qui lui permettent de se distinguer dans les chants festifs. Vicente el Granaino l'accompagne à la guitare durant sa carrière.

## Biographie
Il se fait appeler Canalejas par l'un de ses sept frères Moret. Les deux ont toujours été inséparables pendant leur enfance, passant leur temps près des ports et à la recherche de fêtes où gagner quelques pesetas. À cette époque, la vie flamenca se résume à des réunions, des mariages, des baptêmes et quelques représentations dans les cafés chantants de Puerto Real et des environs, comme San Fernando, Jerez ou Cadix même.
Il travaille comme aide-menuisier et commence à chanter dans de petits cafés et lors de fêtes, jusqu'à ce qu'il soit découvert par un amateur qui l'encourage à se consacrer à la musique de manière professionnelle. Il finit par se rendre clandestinement à Barcelone où, aidé par Rafael de la Cabeza, il entre dans le monde du flamenco de la capitale catalane,.
À partir de 1932, il commence à se faire une place dans le monde du flamenco en se produisant à Barcelone et à Valence jusqu'à ce qu'il fasse ses débuts en 1934 au Salón Olimpia de Madrid avec Angelillo et El Pena hijo. La même année, il se produit également au Circo Price avec José Cepero. Le succès l'accompagne jusqu'au début de la guerre civile, pendant laquelle il est emprisonné pour ses idées républicaines. En 1939, il revient sur scène et se produit à Cadix avec la Niña de los Peines et El Sevillano. Au cours des années 1940, il chante avec les plus grandes stars du flamenco de l'époque, notamment Pepe Marchena. Au cours des dernières années de sa vie, il commence à participer à divers concours de flamenco. En 1963, il remporte le concours de la Lámpara Minera de Murcie et le premier concours de Cantes de Levante, puis, l'année suivante, en 1964, le concours national de Cordoue.